# خلية ليفية
الخلية الليفية (باللاتينية: fibrocytus) خلية لحمة متوسطة خاملة، فهي خلية فيها الحد الأدنى من السيتوبلازم، وكميات محدودة من الشبكة الإندوبلازمية الخشنة، وتفتقر إلى الأدلة الكيميائية الحيوية لتخليق البروتين.